# Hot R&B/Hip-Hop Airplay
 (février 2022).
Si vous disposez d'ouvrages ou d'articles de référence ou si vous connaissez des sites web de qualité traitant du thème abordé ici, merci de compléter l'article en donnant les références utiles à sa vérifiabilité et en les liant à la section « Notes et références ».
Le Hot R&B/Hip-Hop Airplay est le classement-composant "Diffusion Radio" d'un autre classement plus important : le Hot R&B/Hip-Hop Singles & Tracks. En revanche, il n'a pas de lien avec le classement semi-homonyme Hot 100 Airplay, mais plutôt une évaluation des audiences dans les diffusions des grandes stations radio RnB urbaines.
Il est aussi utilisé dans le magazine R&R américain mais est alors nommé Urban National Airplay.
Janet Jackson fit un record historique en 1993 quand son single "That's the Way Love Goes" devint la première (et à l'heure actuelle la seule) chanson à entrer dans le classement des diffusions radio à la première place.

## Critères de classement
Il y a 40 places dans ce classement et celles-ci sont attribuées uniquement selon les audiences radios. Hot R&B/Hip-Hop Airplay est un classement-composant du classement Hot R&B/Hip-Hop Singles & Tracks. 82 stations de radio R&B/Hip-Hop américaine sont électroniquement monitorées 24h/24 et 7j/7 par le Nielsen Broadcast Data Systems. Les chansons sont classées via un calcul sur le nombre total de diffusion par semaine avec son "impression d'audience", qui est basé sur la fréquence de chaque station lors du temps de passage de chaque titre.
Les chansons effectuant les plus grosses progressions reçoivent alors une "balle", bien qu'il y ait aussi des titres qui reçoivent ces "balles" si la baisse du taux d'écoute n'exède pas celle de la fréquence de diffusion. Les récompenses "Airpower" sont attribuées aux chansons qui apparaissent dans le Top 20 du classement sur les fréquences de diffusion et du classement sur le taux d'écoute, simultanément; alors que la récompense "Greatest gainer" est attribué à la chanson qui obtient la plus forte augmentation de son taux d'écoute. 
Une chanson qui obtient six diffusions ou plus dans sa première semaine se voit attribuer un "Airplay Add". Si une chanson obtient la plus importante fréquence de diffusion dans la même semaine, celle avec la plus forte progression la semaine précédente sera classé plus haut, mais si les deux chansons ont la même fréquence de diffusion sans prendre en considération le taux d'écoute, la chanson qui a été jouée dans le plus de stations radio est classée plus haut. Les chansons qui tombent en dessous de la 20e place et qui ont été dans le classement après 26 semaines sont retirées et vont dans d'autres classements.